# Dendrobium sinense
Dendrobium sinense là một loài phong lan (Orchidaceae) đặc hữu đảo Hải Nam. Nó tạo ra hợp chất hữu cơ bay hơi không ghi nhận được ở các loài lan khác.
Hoa của loài này sản xuất ra một pheromone ong thu hút Vespa bicolor, một loài ong mật lấy mật từ hoa loài phong lan này. 